# Poussan
Cet article possède un paronyme, voir Boussan.
Poussan [pu.sɑ̃], en occitan Poçan [pu.'san], est une commune française située dans le sud-est du département de l'Hérault, en région Occitanie. Elle fait partie de l'unité urbaine de Sète et de la communauté d'agglomération Sète Agglopôle Méditerranée.
Exposée à un climat méditerranéen, elle est drainée par la Vène, le Rieu Tord, le ruisseau des Oulettes et par divers autres petits cours d'eau. La commune possède un patrimoine naturel remarquable : quatre sites Natura 2000 (la « montagne de la Moure et Causse d'Aumelas », les « herbiers de l'étang de Thau », l'« étang de Thau et lido de Sète à Agde » et la « plaine de Fabrègues-Poussan »), un espace protégé (l'« étang de Thau ») et cinq zones naturelles d'intérêt écologique, faunistique et floristique.
Poussan est une commune urbaine et littorale qui compte 6 540 habitants en 2022, après avoir connu une forte hausse de la population depuis 1962. Elle est dans l'agglomération de Sète et fait partie de l'aire d'attraction de Montpellier. Ses habitants sont appelés les Poussannais et Poussannaises.

## Géographie
Le village de Poussan occupe la partie la plus maritime du bassin de Thau situé au sud du territoire communal.
Le territoire communal qui s'étend sur environ 3 000 hectares se partage en deux grands ensembles.
À l'ouest, la moitié du territoire est occupée par les garrigues qui forment les montagnes de la Moure et à l'est par la plaine agricole, essentiellement dédiée au vignoble. Au Sud, la plaine permet la circulation des hommes et des idées, avec notamment l'installation de la via Domitia à l'époque romaine. Poussan est aussi traversé par l'autoroute A9. La sortie 33 direction Sète, qui possède une gendarmerie, est sur le territoire poussanais.

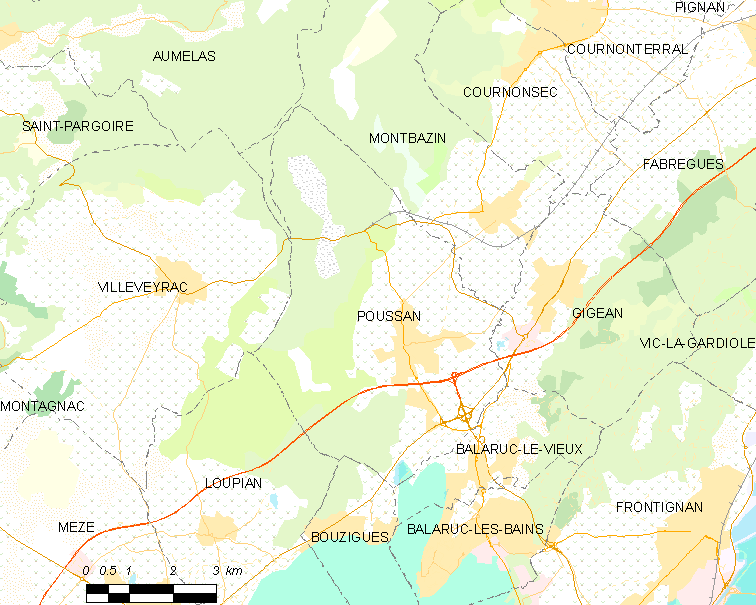
Carte du territoire communal.

| Aumelas (14.04 / 26,25 km) Vendémian (13.52 / 23,33 km) Plaissan (14.07 / 20,25 km) Villeveyrac (5.28 / 9,04 km) | Saint-Paul-et-Valmalle (15.30 / 25,56 km)             | Cournonterral (8.64 / 9,99 km) Montbazin (3.58 / 4,33 km) Gigean (3.53 / 7,09 km)                 |
| Lézignan-la-Cèbe (18.74 / 28,31 km) Montagnac (15.10 / 22,14 km)                                                 | Poussan                                               | Vic-la-Gardiole (10.15 / 18,94 km)                                                                |
| Loupian (6.27 / 9,22 km) Mèze (9.18 / 11,04 km) Bouzigues (4.76 / 6,37 km)                                       | Étang de Thau (3.04 / 4,67 km) Sète (9.01 / 13,60 km) | Frontignan (8.01 / 11,33 km) Balaruc-le-Vieux (3.35 / 4,74 km) Balaruc-les-Bains (4.97 / 6,84 km) |

### Paysages et relief

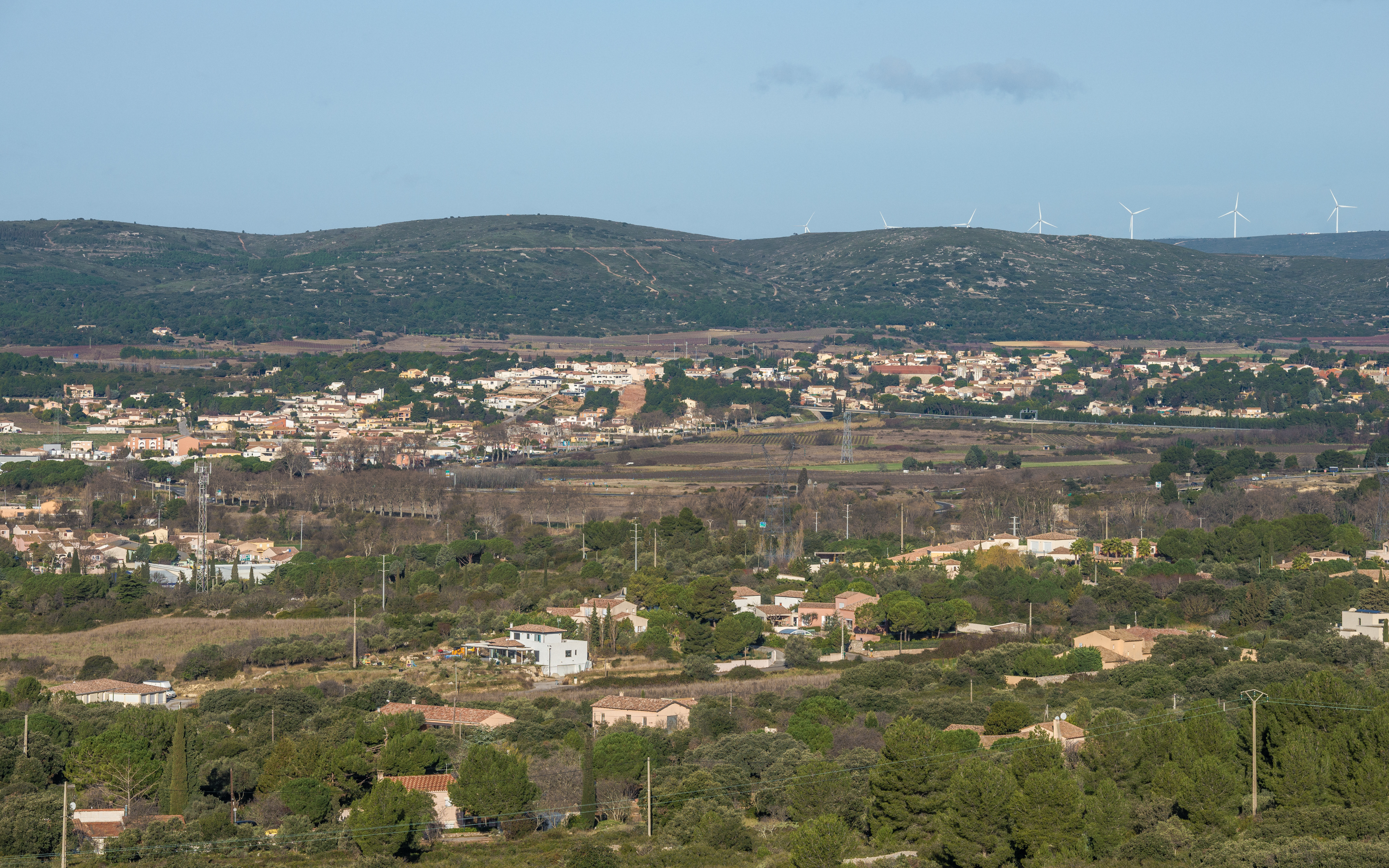
Vue générale depuis le sud-est.

### Climat
Pour des articles plus généraux, voir Climat de l'Occitanie et Climat de l'Hérault.
En 2010, le climat de la commune est de type climat méditerranéen franc, selon une étude s'appuyant sur une série de données couvrant la période 1971-2000. En 2020, Météo-France publie une typologie des climats de la France métropolitaine dans laquelle la commune est exposée à un climat méditerranéen et est dans la région climatique  Provence, Languedoc-Roussillon, caractérisée par une pluviométrie faible en été, un très bon ensoleillement (2 600 h/an), un été chaud (21,5 °C), un air très sec en été, sec en toutes saisons, des vents forts (fréquence de 40 à 50 % de vents > 5 m/s) et peu de brouillards.
Pour la période 1971-2000, la température annuelle moyenne est de 14,9 °C, avec une amplitude thermique annuelle de 16,1 °C. Le cumul annuel moyen de précipitations est de 764 mm, avec 6,5 jours de précipitations en janvier et 2,4 jours en juillet. Pour la période 1991-2020, la température moyenne annuelle observée sur la station météorologique la plus proche, située sur la commune de Sète à 10 km à vol d'oiseau, est de 15,9 °C et le cumul annuel moyen de précipitations est de 543,4 mm,. Pour l'avenir, les paramètres climatiques de la commune estimés pour 2050 selon différents scénarios d'émission de gaz à effet de serre sont consultables sur un site dédié publié par Météo-France en novembre 2022.

### Milieux naturels et biodiversité

#### Espaces protégés
La protection réglementaire est le mode d’intervention le plus fort pour préserver des espaces naturels remarquables et leur biodiversité associée,.
Un espace protégé est présent sur la commune : l'« Etang de Thau », un terrain acquis par le Conservatoire du Littoral, d'une superficie de 69,5 ha,.

#### Réseau Natura 2000

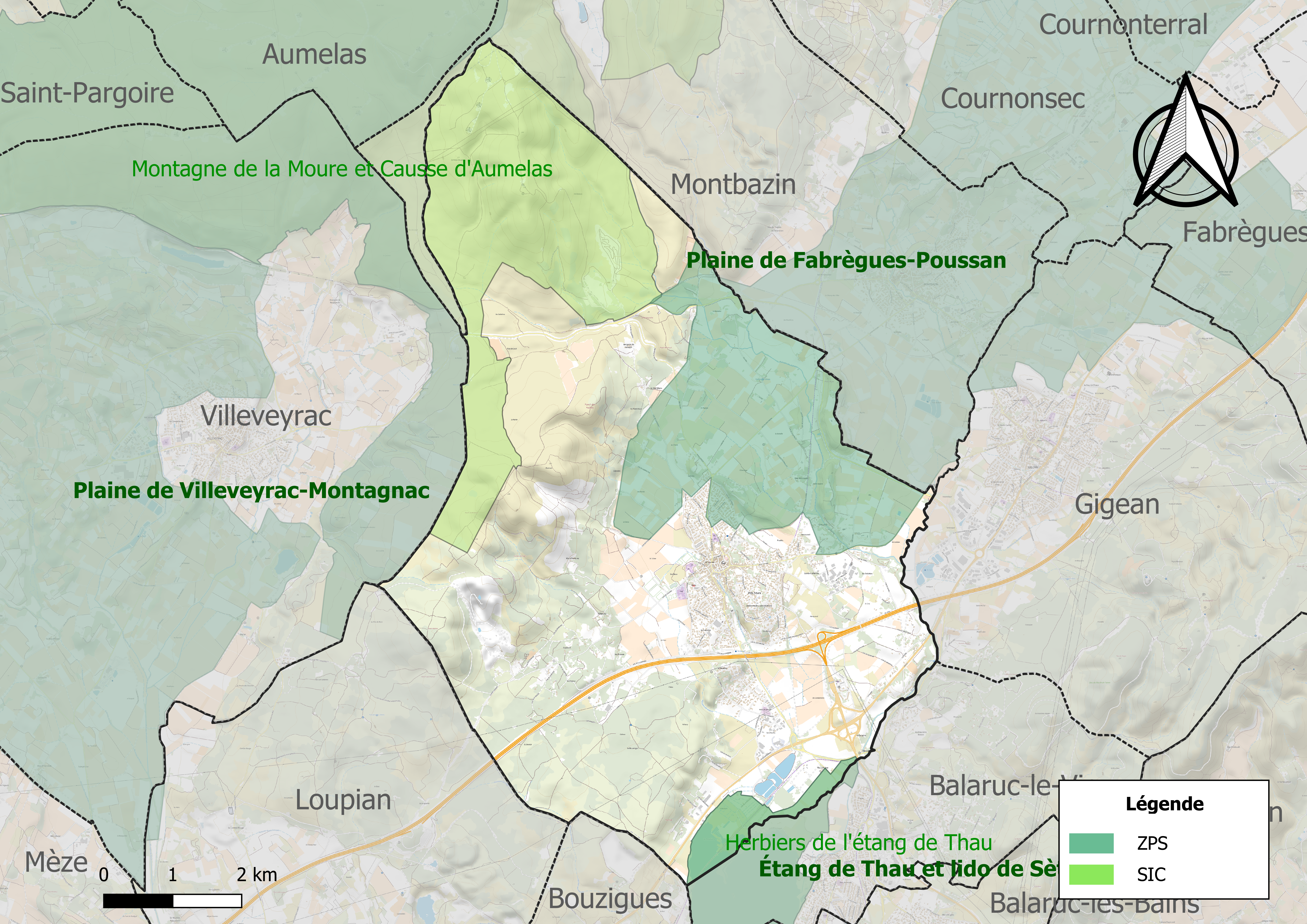
Sites Natura 2000 sur le territoire communal.

Le réseau Natura 2000 est un réseau écologique européen de sites naturels d'intérêt écologique élaboré à partir des directives habitats et oiseaux, constitué de zones spéciales de conservation (ZSC) et de zones de protection spéciale (ZPS).
Deux sites Natura 2000 ont été définis sur la commune au titre de la directive habitats :
- le SIC de la montagne de la Moure et Causse d'Aumelas, 9 369 ha répartis sur plusieurs communes et dont 20 % présentent un couvert de pelouses méditerranéennes à brachypode rameux (Brachypodium ramosum) bien entretenues grâce à une pratique pastorale encore très fréquente. Des landes, broussailles, recrus, maquis et garrigues et phrygana couvrent 45 %, et des forêts sempervirentes non-résineuses (chênaie verte et blanche avec de grands houx arborescents) pour 25 %. Sept espèces de chauve-souris, dont 3 d'intérêt communautaire, sont présentes sur le site[16] ;
- les « herbiers de l'étang de Thau », d'une superficie de 8 320 ha, abritant de très vastes herbiers de zostères (Zostera marina et Zostera noltii) en très bon état de conservation[17] ;

et deux au titre de la directive oiseaux :
- la ZPS de la plaine de Fabrègues-Poussan, 3 288 ha sur les mêmes communes que la ZNIEFF du même nom[18]. Le couvert du terrain est composé de 52 % de plantations d'arbres à dominante de vignes mais incluant aussi des vergers et dehesas, 25 % d'autres terres arables et six autres types d'occupation de terrain (forêts, pelouses, etc.). L'ensemble de zones cultivées, haies et petits bois, abrite l'une des dernières populations languedociennes de la pie-grièche à poitrine rose (Lanius minor) qui a fortement régressé en France ; le rollier d'Europe (Coracias garrulus) dont la répartition en France est quasiment limitée aux régions Provence-Alpes-Côte d'Azur et Languedoc-Roussillon ; et l'outarde canepetière (Tetrax tetrax) qui en France est cantonnée aux grandes plaines céréalières du Centre-Ouest et aux plaines méditerranéennes dans le Languedoc et en Provence. Le couvert est favorable à de nombreuses espèces d'oiseaux à forte valeur patrimoniale[19] ;
- l'« étang de Thau et lido de Sète à Agde », d'une superficie de 7 770 ha, un site d'accueil et de repos pour une avifaune migratrice et nicheuse particulièrement riche. L'étang est d'ailleurs un site classé d'importance internationale en ce qui concerne le Flamant rose, c'est également une zone d'hivernage pour le Grèbe à cou noir[20].

#### Zones naturelles d'intérêt écologique, faunistique et floristique
L’inventaire des zones naturelles d'intérêt écologique, faunistique et floristique (ZNIEFF) a pour objectif de réaliser une couverture des zones les plus intéressantes sur le plan écologique, essentiellement dans la perspective d’améliorer la connaissance du patrimoine naturel national et de fournir aux différents décideurs un outil d’aide à la prise en compte de l’environnement dans l’aménagement du territoire.
Cinq ZNIEFF sont recensées sur la commune :
- La ZNIEFF du complexe paludo-laguno-dunaire de Bagnas et de Thau, 9 072 ha de prairies humides méditerranéennes à grandes herbes (habitat déterminant) répartis entre 10 communes[22],[23]. ;
- La ZNIEFF de la plaine de Fabrègues à Poussan, 3 330 ha de terrains en friche et terrains vagues (habitat déterminant) répartis entre les communes de Cournonsec, Cournonterral, Fabrègues, Gigean, Montbazin, Pignan, Poussan et Saussan[24] ;
- La ZNIEFF du causse d'Aumelas et Montagne de La Moure, 16 237 ha de terrains en friche et terrains vagues (habitat déterminant) répartis entre 16 communes[25],[26] ;
- La ZNIEFF du marais de la crique de l'Angle, 44 ha de terrains en friche et terrains vagues (habitat déterminant) répartis entre les communes de Balaruc-le-Vieux et Poussan[27] ;
- La ZNIEFF de la plaine viticole entre Poussan et Montbazin, 259 ha de terrains en friche et terrains vagues (habitat déterminant) répartis entre Montbazin et Poussan[28].

Carte des ZNIEFF de type 1 et 2 à Poussan.
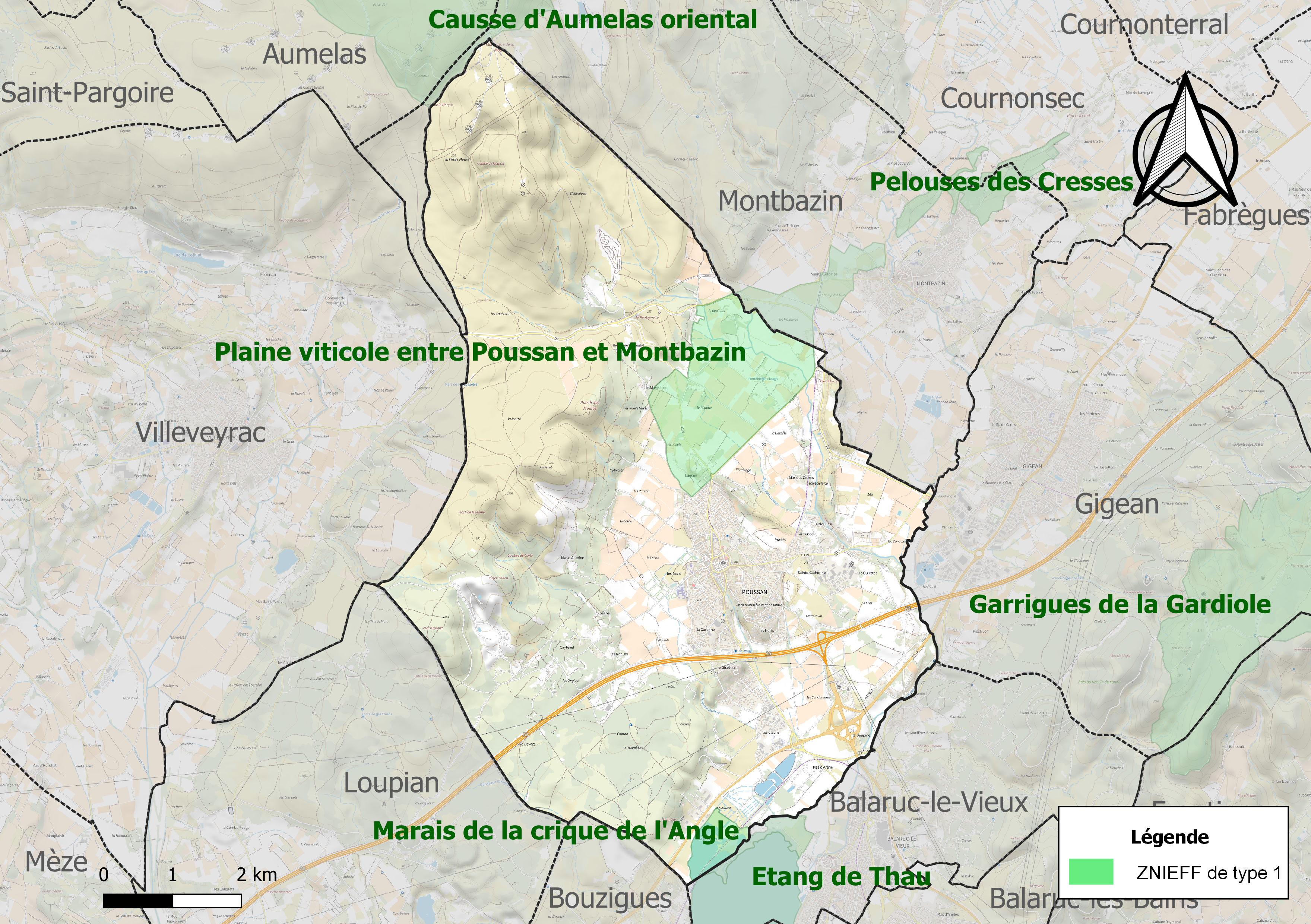
Carte des ZNIEFF de type 1 sur la commune.
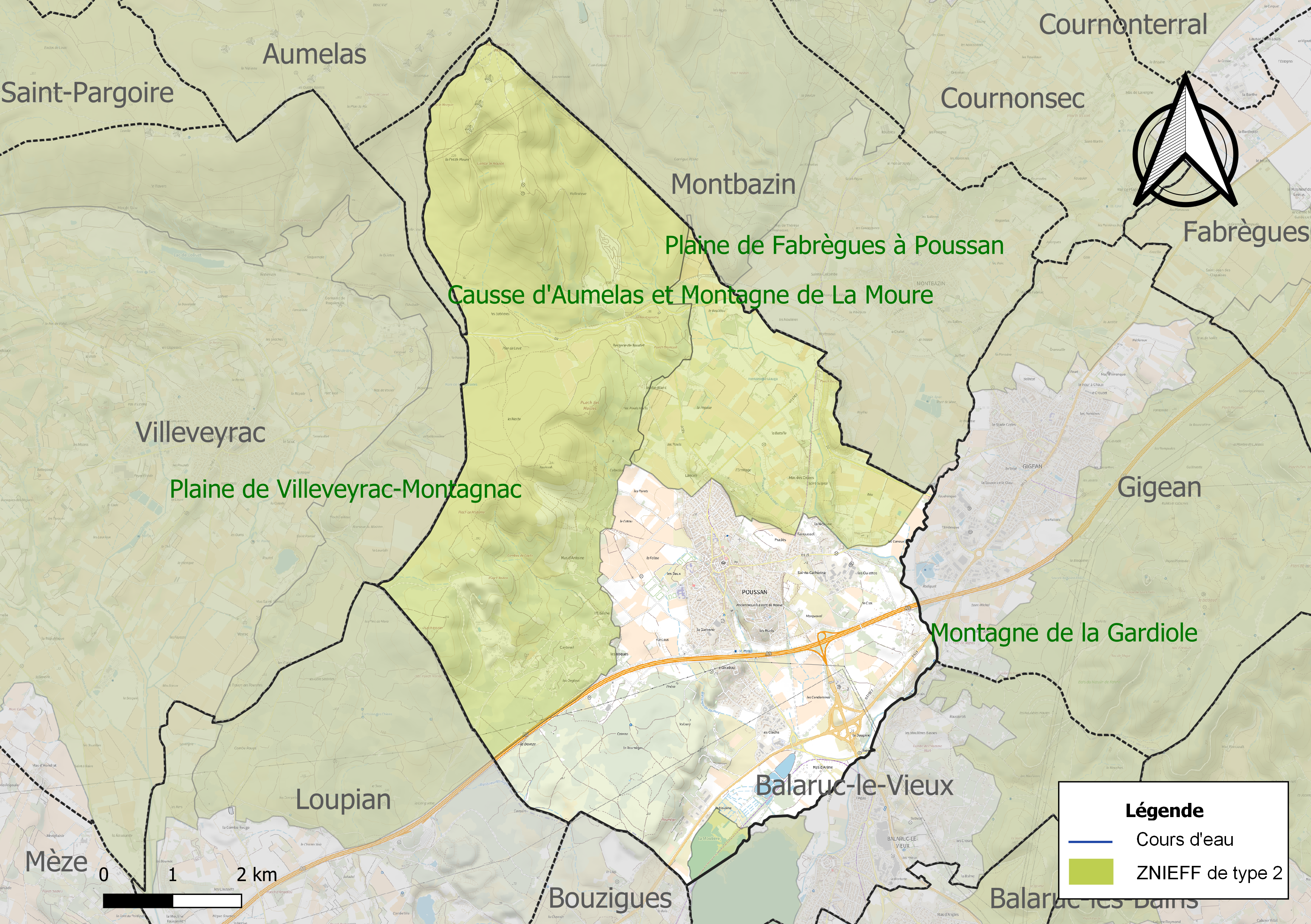
Carte des ZNIEFF de type 2 sur la commune.

## Urbanisme

### Typologie
Au 1er janvier 2024, Poussan est catégorisée ceinture urbaine, selon la nouvelle grille communale de densité à sept niveaux définie par l'Insee en 2022.
Elle appartient à l'unité urbaine de Sète, une agglomération intra-départementale regroupant sept  communes, dont elle est une commune de la banlieue,,. Par ailleurs la commune fait partie de l'aire d'attraction de Montpellier, dont elle est une commune de la couronne,. Cette aire, qui regroupe 161 communes, est catégorisée dans les aires de 700 000 habitants ou plus (hors Paris),.
La commune, bordée par la mer Méditerranée, est également une commune littorale au sens de la loi du 3 janvier 1986, dite loi littoral. Des dispositions spécifiques d’urbanisme s’y appliquent dès lors afin de préserver les espaces naturels, les sites, les paysages et l’équilibre écologique du littoral, tel le principe d'inconstructibilité, en dehors des espaces urbanisés, sur la bande littorale des 100 mètres, ou plus si le plan local d’urbanisme le prévoit.

### Occupation des sols
L'occupation des sols de la commune, telle qu'elle ressort de la base de données européenne d’occupation biophysique des sols Corine Land Cover (CLC), est marquée par l'importance des forêts et milieux semi-naturels (52 % en 2018), en diminution par rapport à 1990 (54,1 %). La répartition détaillée en 2018 est la suivante :
milieux à végétation arbustive et/ou herbacée (39,6 %), cultures permanentes (22,9 %), forêts (12,4 %), zones agricoles hétérogènes (9,9 %), zones urbanisées (9,4 %), mines, décharges et chantiers (1,8 %), zones humides intérieures (1,4 %), zones industrielles ou commerciales et réseaux de communication (1,1 %), espaces verts artificialisés, non agricoles (0,9 %), prairies (0,6 %). L'évolution de l’occupation des sols de la commune et de ses infrastructures peut être observée sur les différentes représentations cartographiques du territoire : la carte de Cassini (XVIIIe siècle), la carte d'état-major (1820-1866) et les cartes ou photos aériennes de l'IGN pour la période actuelle (1950 à aujourd'hui).

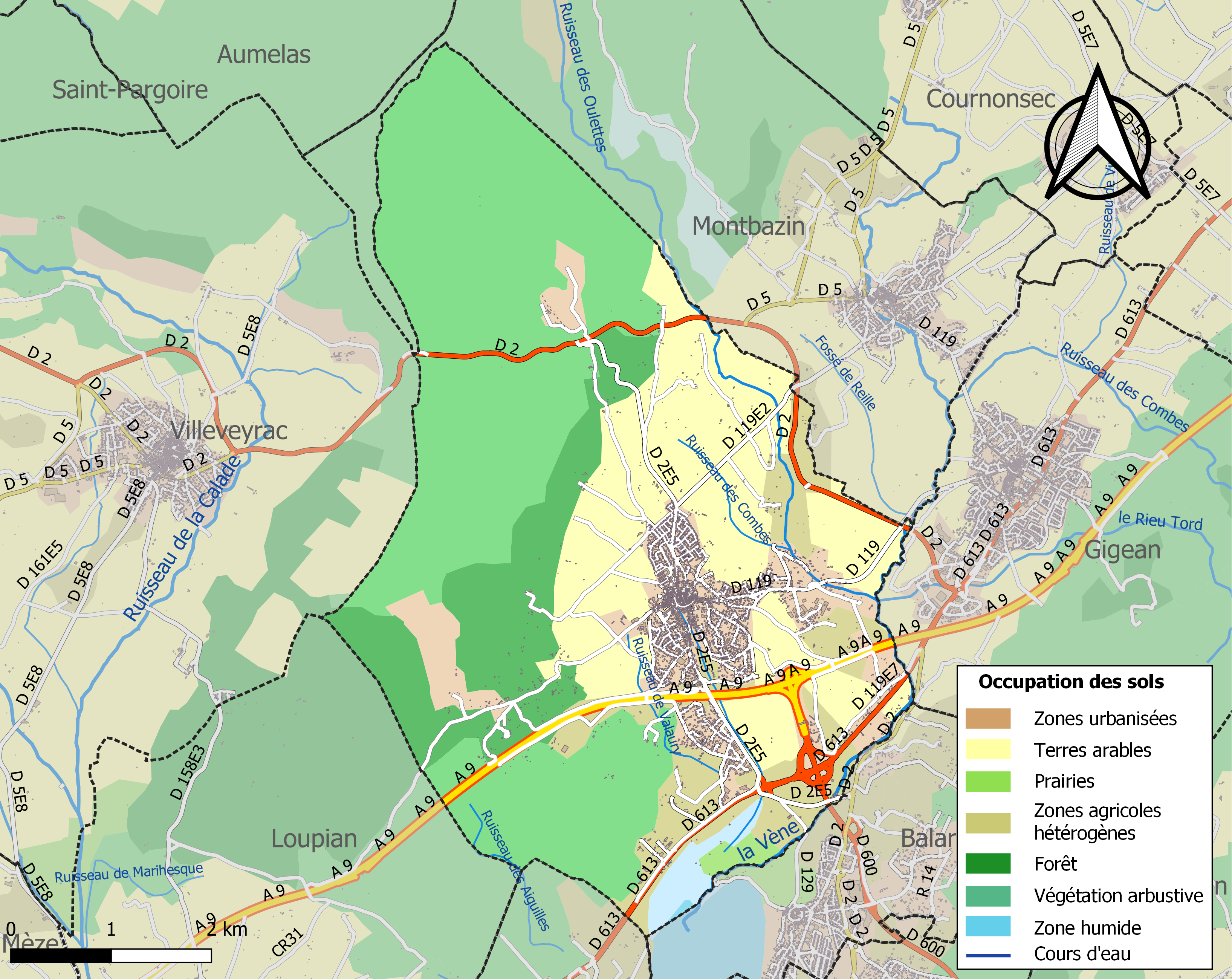
Carte des infrastructures et de l'occupation des sols de la commune en 2018 (CLC).

### Risques majeurs
Le territoire de la commune de Poussan est vulnérable à différents aléas naturels : météorologiques (tempête, orage, neige, grand froid, canicule ou sécheresse), inondations, feux de forêts et séisme (sismicité faible). Il est également exposé à un risque technologique, le transport de matières dangereuses, et à un risque particulier : le risque de radon. Un site publié par le BRGM permet d'évaluer simplement et rapidement les risques d'un bien localisé soit par son adresse soit par le numéro de sa parcelle.

#### Risques naturels
La commune fait partie du territoire à risques importants d'inondation (TRI) de Sète, regroupant 8 communes exposées aux débordements de cours d’eau et à la submersion marine et par les étangs, un des 31 TRI qui ont été arrêtés fin 2012 sur le bassin Rhône-Méditerranée. Les événements significatifs antérieurs à 2019 sont les crues de 1937, de 1953 (Montbazin - La crue la plus importante de mémoire d’homme), de 1955, de 1963, de 1979, de 1987, la plus présente dans la mémoire collective, de 1997 (Balaruc-le-Vieux 80 cm à 1 m d’eau sur la route, Rue du camping au passage de l’Agau), de 2003 et d'automne 2014 (Plusieurs épisodes hydrométéorologiques notables se sont succédé sur l’arc méditerranéen causant des décès et des dégâts considérables). Des cartes des surfaces inondables ont été établies pour trois scénarios : fréquent (crue de temps de retour de 10 ans à 30 ans), moyen (temps de retour de 100 ans à 300 ans) et extrême (temps de retour de l'ordre de 1 000 ans, qui met en défaut tout système de protection). La commune a été reconnue en état de catastrophe naturelle au titre des dommages causés par les inondations et coulées de boue survenues en 1982, 1984, 1987, 1996, 1999, 2002, 2016, 2019 et 2020,.
Poussan est exposée au risque de feu de forêt. Un plan départemental de protection des forêts contre les incendies (PDPFCI) a été approuvé en juin 2013 et court jusqu'en 2022, où il doit être renouvelé. Les mesures individuelles de prévention contre les incendies sont précisées par deux arrêtés préfectoraux et s’appliquent dans les zones exposées aux incendies de forêt et à moins de 200 mètres de celles-ci. L’arrêté du 25 avril 2002 réglemente l'emploi du feu en interdisant notamment d’apporter du feu, de fumer et de jeter des mégots de cigarette dans les espaces sensibles et sur les voies qui les traversent sous peine de sanctions. L'arrêté du 11 mars 2013 rend le débroussaillement obligatoire, incombant au propriétaire ou ayant droit,.

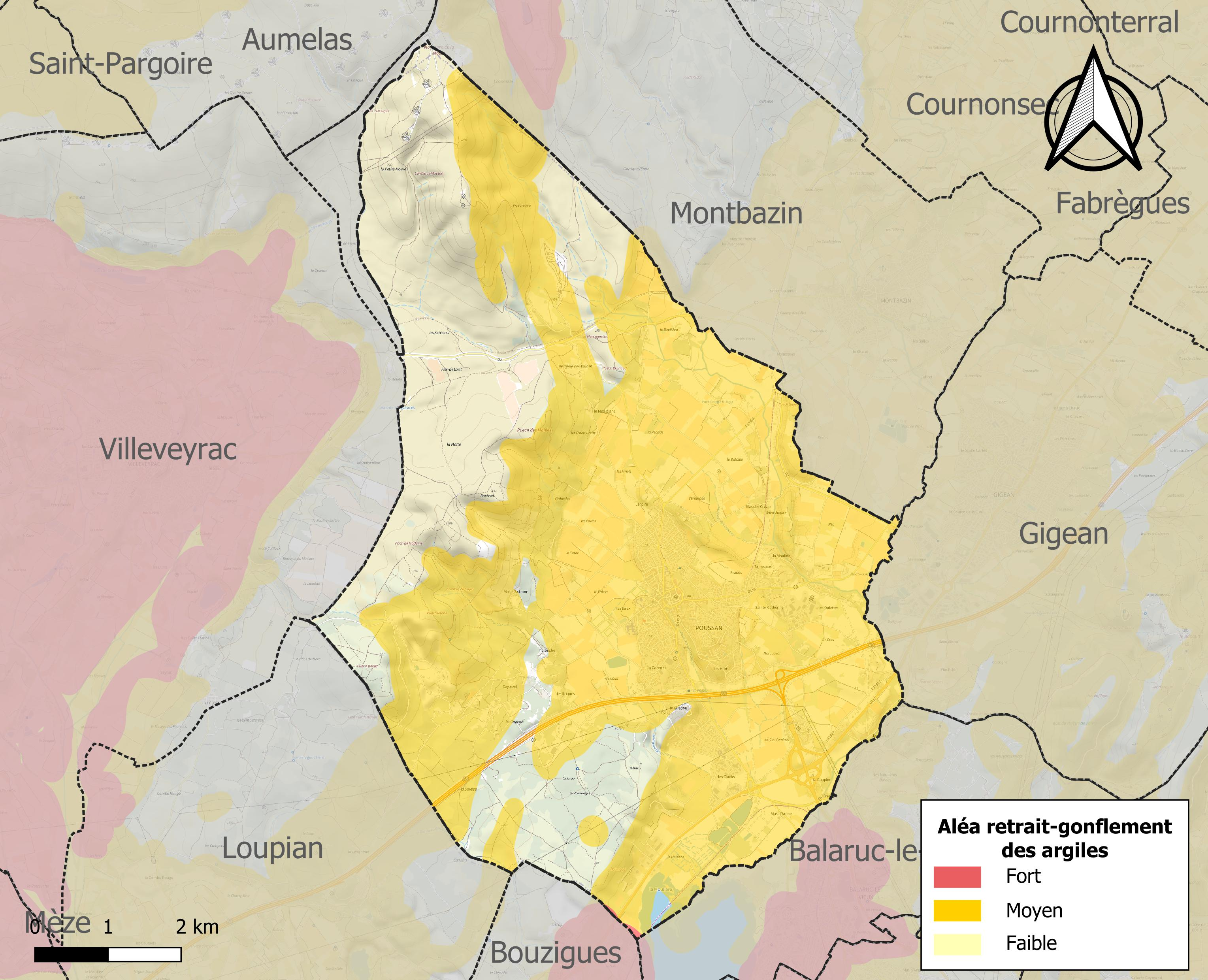
Carte des zones d'aléa retrait-gonflement des sols argileux de Poussan.

Le retrait-gonflement des sols argileux est susceptible d'engendrer des dommages importants aux bâtiments en cas d’alternance de périodes de sécheresse et de pluie. 69,6 % de la superficie communale est en aléa moyen ou fort (59,3 % au niveau départemental et 48,5 % au niveau national). Sur les 2 031 bâtiments dénombrés sur la commune en 2019, 1 994 sont en aléa moyen ou fort, soit 98 %, à comparer aux 85 % au niveau départemental et 54 % au niveau national. Une cartographie de l'exposition du territoire national au retrait gonflement des sols argileux est disponible sur le site du BRGM,.
Par ailleurs, afin de mieux appréhender le risque d’affaissement de terrain, l'inventaire national des cavités souterraines permet de localiser celles situées sur la commune.

#### Risques technologiques
Le risque de transport de matières dangereuses sur la commune est lié à sa traversée par des infrastructures routières ou ferroviaires importantes ou la présence d'une canalisation de transport d'hydrocarbures. Un accident se produisant sur de telles infrastructures est susceptible d’avoir des effets graves sur les biens, les personnes ou l'environnement, selon la nature du matériau transporté. Des dispositions d’urbanisme peuvent être préconisées en conséquence.

#### Risque particulier
Dans plusieurs parties du territoire national, le radon, accumulé dans certains logements ou autres locaux, peut constituer une source significative d’exposition de la population aux rayonnements ionisants. Certaines communes du département sont concernées par le risque radon à un niveau plus ou moins élevé. Selon la classification de 2018, la commune de Poussan est classée en zone 2, à savoir zone à potentiel radon faible mais sur lesquelles des facteurs géologiques particuliers peuvent faciliter le transfert du radon vers les bâtiments.

## Toponymie
La commune a été connue sous les variantes : villam Porcianus, mansum, ecclesiam S. Petri (960), villa Portiano (990), castello quem vocant Porciano (vers 1036), castrum de Porciano (1182), de Porsano (1266), castro de Portiano (1334), Poussan (1622), etc.
Le nom dérive d'un domaine gallo-romain, gentilice latin Porcius +  suffixe -anum.
Ce nom a été donné au village car il était anciennement un village d'élevage de cochons. Le cochon est ainsi devenu l'emblème de Poussan.

## Histoire

### Préhistoire et Antiquité
On trouve en effet sur le territoire communal des traces d'occupation humaine dès la période du néolithique. Il semblerait même qu'il existât un oppidum à Poussan, sur la colline de Puech Gayes aux confins de Poussan, sur la route de Montbazin.
Par la suite, sous la période gallo-romaine, l'occupation se poursuit et s'organise en unités d'exploitations. À ce jour[Quand ?], les différents sondages démontrent qu'il existait une activité très importante durant cette période puisque de nombreuses villas sont attestées. De nombreuses tombes ont été fouillées dont le mobilier funéraire recelait des objets remarquables, à l'image du très bel Actéon en bronze, ou encore des patères et urnes cinéraires, conservées dans les collections du Musée languedocien, témoignent de l'importance de la civilisation gallo-romaine sur le territoire.

### Moyen Âge
Ce n'est qu'à partir de l'an 960 qu'apparaît pour la première fois la mention de Poussan dans les documents d'archives, à l'occasion d'une donation par la comtesse Berthe de la villa de Poussan, du domaine agricole et de l'église Saint-Pierre à l'abbaye de Montmajour.
Au XIe siècle, les bénédictins de La Chaise-Dieu en Auvergne reçoivent en donation de l'évêque de Maguelone l'église Saint-Vincent de Jonquières (église aujourd’hui ruinée située à proximité du péage autoroutier). Cette donation sera confirmée en 1112. Ils recevront en plus l'église Saint-Sulpice et l'église Saint-Pierre. On doit à ces religieux bénédictins la construction sur la place de l'église de ce qu'on appelait autrefois le Petit château, en fait leur maison prieurale, qui est devenue à partir de 1765 le presbytère. Ce bel édifice est décrit par la DRAC comme le plus bel exemple de l'architecture domestique languedocienne du XIVe siècle.
Se sont succédé à la tête des seigneuries de puissantes familles languedociennes telles que les Castres, les Montlaur, les célèbres Lévis de Mirepoix, de Ricard, de Crussol ou encore Barrière et Tournezy. Celles-ci ont légué des demeures d'exception qui témoignent de la richesse patrimoniale et architecturale de Poussan.
Du Xe siècle jusqu'au premier tiers du XIVe siècle, il n'existait qu'une seule seigneurie dont le siège se trouvait au château de Montlaur, au fort de Montlaur comme on peut retrouver dans les documents anciens.
Le jugement de M. de Bezons atteste la présence en 1300 de trois co-seigneurs de Poussan, issus des familles de Ricard, de Crussol et de Lévis. Pierre de Ricard consentit deux dénombrements ou hommages en faveur du roi Sanche de Majorque, le 12 juin 1312 et 12 avril 1322. Les armoiries de la famille de Ricard sont : « de pourpre à une rose d'or, au chef d'azur à une croix d'or et à un croissant d'argent ».
Après le XIVe siècle et le partage de la seigneurie entre les deux gendres de messire de La Roche, la vie de la cité va connaître une expansion prodigieuse jusqu'à parvenir à être une des sept villettes de Languedoc qui avaient le droit d'envoyer à tour de rôle un représentant aux États de Languedoc.

### Temps modernes
Durant les XVIe, XVIIe et XVIIIe siècles, la communauté villageoise connut une évolution importante puisque par le négoce et la prise en fermage des terres seigneuriales très rentables, de nombreuses familles, à l'image des Nicolau (qui deviendront Nicolau de Montribloud), Ollivier (Ollivier de Sénozan et de Rosny), Fornier, Sauvaire, Reynaud, Brun, Gervais vont se constituer d'importants patrimoines fonciers et financiers et leur permettront du moins pour les deux premiers de faire partie du gotha lyonnais puis parisien jusqu'à accéder à la charge de premier président au parlement de Paris. Les Gervais deviendront au milieu du XIXe siècle les fondateurs des Salins du Midi. En parallèle de cet enrichissement, le village se reconstruisait à l'intérieur des remparts et de belles maisons furent bâties sous l'Ancien Régime, dont subsistent aujourd'hui encore de beaux vestiges.

### Révolution française
Lors de la Révolution française, les citoyens de la commune se réunissent au sein de la société révolutionnaire, baptisée « société des amis de la constitution et de l’égalité » en mai 1792. Elle est affiliée à celle de Bouzigues.
En 1793, Poussan fut chef-lieu d'un canton qui rassemblait les communes voisines de Montbazin, Gigean et Bouzigues.

### Époque contemporaine

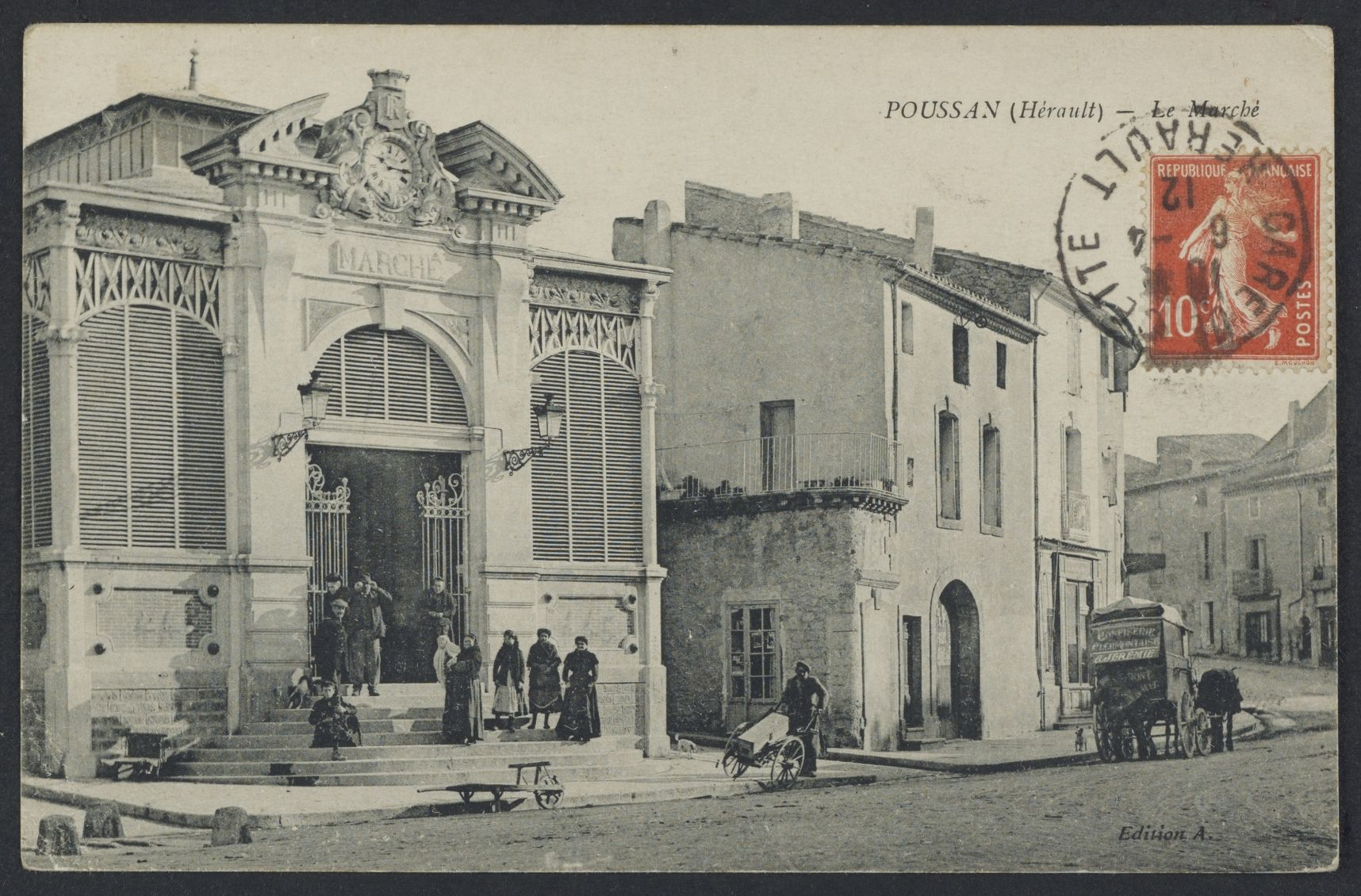
Le marché : carte postale de 1912.

Comme tous les villages de la plaine languedocienne, Poussan a connu une phase de prospérité au XIXe siècle. De belles maisons vigneronnes, qui associent dans une même construction les structures de vinification au rez-de-chaussée et l'appartement bourgeois au premier niveau, sont édifiées le long des axes faubouriens. Le long de ses avenues de Bédarieux ou de Sète, s'alignent de surprenants édifices qui témoignent de la richesse de cette commune jusqu’à la Seconde Guerre mondiale.
Aujourd’hui[Quand ?], Poussan est en train de redécouvrir son passé prestigieux et ses maisons bourgeoises malmenées par le temps. Mais il n'est pas trop tard, avec ses chefs-d'œuvre que sont les châteaux de Montlaur, de Malbois, de la Garenne et l'ancienne maison prieurale, ses remparts en appareil en bossage du XIVe siècle qui courent sur près de deux cents mètres et son cadre naturel constitué par la garrigue.

### Héraldique
|  | Les armoiries de Poussan se blasonnent ainsi : De sable au porc d'argent, sur une terrasse de sinople et surmontée de deux clés d'or passées en sautoir et liées de gueules. |

## Politique et administration

### Tendances politiques et résultats
| Scrutin             | Scrutin             | 1er tour | 1er tour | 1er tour | 1er tour | 1er tour    | 1er tour | 1er tour | 1er tour   | 1er tour | 1er tour | 1er tour | 1er tour | 2d tour | 2d tour | 2d tour | 2d tour | 2d tour | 2d tour |
| Scrutin             | Scrutin             | 1er      | 1er      | %        | 2e       | 2e          | %        | 3e       | 3e         | %        | 4e       | 4e       | %        | 1er     | 1er     | %       | 2e      | 2e      | %       |
| ------------------- | ------------------- | -------- | -------- | -------- | -------- | ----------- | -------- | -------- | ---------- | -------- | -------- | -------- | -------- | ------- | ------- | ------- | ------- | ------- | ------- |
| Présidentielle 2017 | Présidentielle 2017 |          | FN       | 30,99    |          | LFI         | 23,20    |          | EM         | 17,38    |          | LR       | 15,26    |         | EM      | 52,02   |         | FN      | 47,98   |
| Présidentielle 2022 | Présidentielle 2022 |          | RN       | 31,16    |          | LREM        | 21,00    |          | LFI        | 20,95    |          | REC      | 8,93     |         | RN      | 55,19   |         | LREM    | 44,81   |
| Législatives 2022   | 4e                  |          | RN       | 27,13    |          | LFI (NUPES) | 25,16    |          | LREM (ENS) | 21,09    |          | REC      | 5,81     |         | RN      | 54,42   |         | LFI     | 45,58   |
| Législatives 2024   | 4e                  |          | RN       | 49,80    |          | LFI (NFP)   | 28,76    |          | HOR (ENS)  | 17,65    |          | REC      | 2,18     |         | RN      | 58,95   |         | LFI     | 41,05   |

### Liste des maires
| Période        | Période        | Identité           | Étiquette | Qualité                                    |
| -------------- | -------------- | ------------------ | --------- | ------------------------------------------ |
| mars 1913      | décembre 1919  | René Dehan         |           |                                            |
| décembre 1919  | mai 1925       | Prosper Bigot      |           |                                            |
| mai 1925       | août 1927      | Frédéric Planchant |           |                                            |
| août 1927      | septembre 1944 | Pierre Séguy       |           |                                            |
| septembre 1944 | mai 1945       | Vincent Icard      |           |                                            |
| mai 1945       | octobre 1947   | François Rigaud    |           |                                            |
| octobre 1947   | septembre 1954 | François Poujol    |           | Négociant en vins                          |
| septembre 1954 | octobre 1970   | Jean Fabre         |           |                                            |
| décembre 1970  | mai 1972       | Marcel Icard       |           |                                            |
| juin 1972      | mars 2001      | Jean-Pierre Pastre |           |                                            |
| mars 2001      | juin 2020      | Jacques Adgé       | DVG       | Entrepreneur en électricité, puis retraité |
| juin 2020      | En cours       | Florence Sanchez,  | DVG       |                                            |

## Population et société

### Démographie

#### Évolution démographique
L'évolution du nombre d'habitants est connue à travers les recensements de la population effectués dans la commune depuis 1793. Pour les communes de moins de 10 000 habitants, une enquête de recensement portant sur toute la population est réalisée tous les cinq ans, les populations de référence des années intermédiaires étant quant à elles estimées par interpolation ou extrapolation. Pour la commune, le premier recensement exhaustif entrant dans le cadre du nouveau dispositif a été réalisé en 2007.

En 2022, la commune comptait 6 540 habitants, en évolution de +8,98 % par rapport à 2016 (Hérault : +7,49 %, France hors Mayotte : +2,11 %).
| 1793  | 1800  | 1806  | 1821  | 1831  | 1836  | 1841  | 1846  | 1851  |
| ----- | ----- | ----- | ----- | ----- | ----- | ----- | ----- | ----- |
| 1 319 | 1 483 | 1 649 | 1 764 | 1 916 | 1 827 | 1 931 | 1 986 | 1 990 |

| 1856  | 1861  | 1866  | 1872  | 1876  | 1881  | 1886  | 1891  | 1896  |
| ----- | ----- | ----- | ----- | ----- | ----- | ----- | ----- | ----- |
| 1 959 | 2 066 | 2 245 | 2 261 | 2 333 | 1 958 | 1 910 | 2 055 | 2 313 |

| 1901  | 1906  | 1911  | 1921  | 1926  | 1931  | 1936  | 1946  | 1954  |
| ----- | ----- | ----- | ----- | ----- | ----- | ----- | ----- | ----- |
| 2 416 | 2 226 | 2 046 | 2 067 | 1 943 | 1 911 | 1 753 | 1 430 | 1 568 |

| 1962  | 1968  | 1975  | 1982  | 1990  | 1999  | 2006  | 2007  | 2012  |
| ----- | ----- | ----- | ----- | ----- | ----- | ----- | ----- | ----- |
| 1 625 | 1 894 | 2 103 | 2 728 | 3 505 | 4 044 | 4 570 | 4 644 | 5 811 |

| 2017  | 2022  | - | - | - | - | - | - | - |
| ----- | ----- | - | - | - | - | - | - | - |
| 5 972 | 6 540 | - | - | - | - | - | - | - |

#### Pyramide des âges
La population de la commune est relativement jeune.
En 2018, le taux de personnes d'un âge inférieur à 30 ans s'élève à 35,0 %, soit en dessous de la moyenne départementale (35,4 %). À l'inverse, le taux de personnes d'âge supérieur à 60 ans est de 23,9 % la même année, alors qu'il est de 27,5 % au niveau départemental.
En 2018, la commune comptait 2 876 hommes pour 3 107 femmes, soit un taux de 51,93 % de femmes, légèrement inférieur au taux départemental (52,24 %).
Les pyramides des âges de la commune et du département s'établissent comme suit.
| Hommes | Classe d’âge | Femmes |
| ------ | ------------ | ------ |
| 0,7    | 90 ou +      | 1,8    |
| 5,4    | 75-89 ans    | 8,1    |
| 16,5   | 60-74 ans    | 15,3   |
| 22,0   | 45-59 ans    | 20,7   |
| 19,9   | 30-44 ans    | 19,6   |
| 16,4   | 15-29 ans    | 15,5   |
| 19,1   | 0-14 ans     | 19,1   |

| Hommes | Classe d’âge | Femmes |
| ------ | ------------ | ------ |
| 0,8    | 90 ou +      | 1,9    |
| 8      | 75-89 ans    | 9,9    |
| 17,2   | 60-74 ans    | 18,3   |
| 18,9   | 45-59 ans    | 18,8   |
| 18,3   | 30-44 ans    | 17,8   |
| 19,3   | 15-29 ans    | 17,9   |
| 17,5   | 0-14 ans     | 15,3   |

## Économie

### Revenus
En 2018, la commune compte 2 385 ménages fiscaux, regroupant 5 890 personnes. La médiane du revenu disponible par unité de consommation est de 21 450 € (20 330 € dans le département). 48 % des ménages fiscaux sont imposés (45,8 % dans le département).

### Emploi
|                | 2008   | 2013   | 2018  |
| -------------- | ------ | ------ | ----- |
| Commune        | 8,3 %  | 10,5 % | 9,8 % |
| Département    | 10,1 % | 11,9 % | 12 %  |
| France entière | 8,3 %  | 10 %   | 10 %  |

En 2018, la population âgée de 15 à 64 ans s'élève à 3 732 personnes, parmi lesquelles on compte 75,3 % d'actifs (65,4 % ayant un emploi et 9,8 % de chômeurs) et 24,7 % d'inactifs,. En 2018, le taux de chômage communal (au sens du recensement) des 15-64 ans est inférieur à celui de la France et du département, alors qu'en 2008 il était supérieur à celui de la France.
La commune fait partie de la couronne de l'aire d'attraction de Montpellier, du fait qu'au moins 15 % des actifs travaillent dans le pôle,. Elle compte 1 365 emplois en 2018, contre 1 366 en 2013 et 1 363 en 2008. Le nombre d'actifs ayant un emploi résidant dans la commune est de 2 471, soit un indicateur de concentration d'emploi de 55,3 % et un taux d'activité parmi les 15 ans ou plus de 58,6 %.
Sur ces 2 471 actifs de 15 ans ou plus ayant un emploi, 612 travaillent dans la commune, soit 25 % des habitants. Pour se rendre au travail, 86,6 % des habitants utilisent un véhicule personnel ou de fonction à quatre roues, 2,2 % les transports en commun, 6,7 % s'y rendent en deux-roues, à vélo ou à pied et 4,5 % n'ont pas besoin de transport (travail au domicile).

### Activités hors agriculture

#### Secteurs d'activités
663 établissements sont implantés à Poussan au 31 décembre 2019. Le tableau ci-dessous en détaille le nombre par secteur d'activité et compare les ratios avec ceux du département,.
| Secteur d'activité                                                                                        | Commune | Commune | Département |
| Secteur d'activité                                                                                        | Nombre  | %       | %           |
| --- | ------- | ------- | ----------- |
| Ensemble                                                                                                  | 663     | 100 %   | (100 %)     |
| Industrie manufacturière, industries extractives et autres                                                | 60      | 9 %     | (6,7 %)     |
| Construction                                                                                              | 141     | 21,3 %  | (14,1 %)    |
| Commerce de gros et de détail, transports, hébergement et restauration                                    | 169     | 25,5 %  | (28 %)      |
| Information et communication                                                                              | 6       | 0,9 %   | (3,3 %)     |
| Activités financières et d'assurance                                                                      | 13      | 2 %     | (3,2 %)     |
| Activités immobilières                                                                                    | 36      | 5,4 %   | (5,3 %)     |
| Activités spécialisées, scientifiques et techniques et activités de services administratifs et de soutien | 101     | 15,2 %  | (17,1 %)    |
| Administration publique, enseignement, santé humaine et action sociale                                    | 77      | 11,6 %  | (14,2 %)    |
| Autres activités de services                                                                              | 60      | 9 %     | (8,1 %)     |

Le secteur du commerce de gros et de détail, des transports, de l'hébergement et de la restauration est prépondérant sur la commune puisqu'il représente 25,5 % du nombre total d'établissements de la commune (169 sur les 663 entreprises implantées à Poussan), contre 28 % au niveau départemental.

#### Entreprises et commerces
Les cinq entreprises ayant leur siège social sur le territoire communal qui génèrent le plus de chiffre d'affaires en 2020 sont :
- Olano Mediterranee, transports routiers de fret interurbains (15 026 k€) ;
- Terroirs Du Sud, commerce de gros (commerce interentreprises) de boissons (12 793 k€) ;
- Soc Expl General Produits Industriels - Seg, fabrication de plaques, feuilles, tubes et profilés en matières plastiques (8 271 k€) ;
- Distri Poussan, supermarchés (6 653 k€) ;
- SA Mesange, hébergement social pour personnes âgées (2 775 k€).

### Agriculture
La commune est dans la « Plaine viticole », une petite région agricole occupant la bande côtière du département de l'Hérault. En 2020, l'orientation technico-économique de l'agriculture  sur la commune est la viticulture.
|               | 1988 | 2000 | 2010 | 2020 |
| ------------- | ---- | ---- | ---- | ---- |
| Exploitations | 186  | 94   | 30   | 28   |
| SAU (ha)      | 554  | 399  | 229  | 239  |

Le nombre d'exploitations agricoles en activité et ayant leur siège dans la commune est passé de 186 lors du recensement agricole de 1988  à 94 en 2000 puis à 30 en 2010 et enfin à 28 en 2020, soit une baisse de 85 % en 32 ans. Le même mouvement est observé à l'échelle du département qui a perdu pendant cette période 67 % de ses exploitations,. La surface agricole utilisée sur la commune a également diminué, passant de 554 ha en 1988 à 239 ha en 2020. Parallèlement la surface agricole utilisée moyenne par exploitation a augmenté, passant de 3 à 9 ha.

## Sports
En balle au tambourin, l'Union sportive de Poussan défend les couleurs de Notre-Dame-de-Londres en championnat de France de balle au tambourin et en championnat de France de balle au tambourin féminin. Le club compte cinq victoires en coupe d'Europe des clubs champions en salle : 2004 et 2006 chez les hommes et 2004, 2006 et 2007 chez les femmes[réf. nécessaire].
Les championnats de France de sambo 2015 pour les poussins, benjamins, cadets, espoirs et masters ont eu lieu le 28 février 2015 à Poussan au complexe sportif des Baux. Le 21 janvier 2017 ont eu lieu les championnats de France pour les minimes, juniors et séniors.

## Culture locale et patrimoine

### Tradition
Tous les ans, le carnaval regroupe les Poussanais dans les traditions de la ville.
Le dimanche, des chars du corso, construits bénévolement par les associations ou groupes de Poussan pendant de nombreux mois, défilent dans les rues du village. Les participants sont habillés suivant le thème de leur char. Les chars sont recouverts de milliers de fleurs en papier faites à la main.
Le jour de mardi gras est fêté le branle de la Chemise. C'est une danse traditionnelle pratiquée nulle part ailleurs. Les hommes et les femmes doivent sortir dans les rues et danser à la tombée de la nuit. Les hommes s'habillent en chemise de nuit de femme, avec sur la tête une charlotte, et les femmes s'habillent en chemise de nuit d'homme avec un bonnet de nuit. Ils se pâlissent le visage avec de la farine et appliquent du rouge sur leurs joues.
La tradition voulait qu'on ait une bougie allumée entourée de papier huilé blanc ou rouge selon la couleur politique. Le but était de brûler la queue postiche accrochée à la chemise de la personne de devant. Tous sautillent pour éviter de se faire griller. Un ancien du village est à la tête du défilé. Au son du hautbois et en chantant, tous déambulent à la queue leu-leu, en tenant le pan de la chemise de la personne devant, dans les rues du vieux village. Ils frappent aux portes pour annoncer leur passage.
Une des légendes sur le branle de la chemise explique que les seigneurs de Poussan étaient trop exigeants et que les habitants se sont alors présentés devant leur château, habillés en chemise de nuit, pour montrer qu'ils n'avaient plus rien. L'histoire racontée par la chanson parle justement d'un seigneur qui a voulu punir les Poussannais, il y a 200 ans. Avec le refrain : « Dis moi Jacou, Dis moi Marguerite » … « Diga me Jacon, Diga me Margarita per de qu'avetz més la camisa polida… ».
L'arrivée se fait dans la salle des fêtes. Après le branle de la chemise, certains enfants puis des adultes font une autre danse traditionnelles : le chevalet (ou "cheval-jupon"), qui est une danse moyenâgeuse de la région. Dans cette danse à 5 personnes, chacun a son rôle : le danseur du centre symbolise le cheval ; celui devant, le donneur d'avoine ; un serviteur de chaque côté avec un chasse-mouche ou une brosse et une étrille ; et derrière le maréchal ferrant avec une tenaille et un marteau. Les enfants des écoles de Poussan peuvent apprendre à danser le chevalet,.
La soirée du mardi gras se finit sur la danse de l'échelle.
La fête du carnaval s'achève le mercredi soir avec le jugement et la crémation du paillasse. Il est jugé pour tous les maux de l'année.

### Lieux et monuments

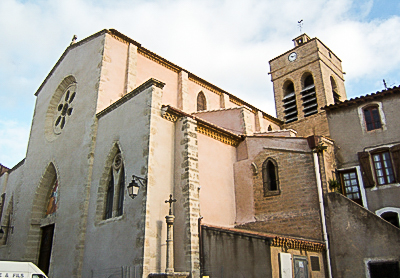
Église de Poussan.

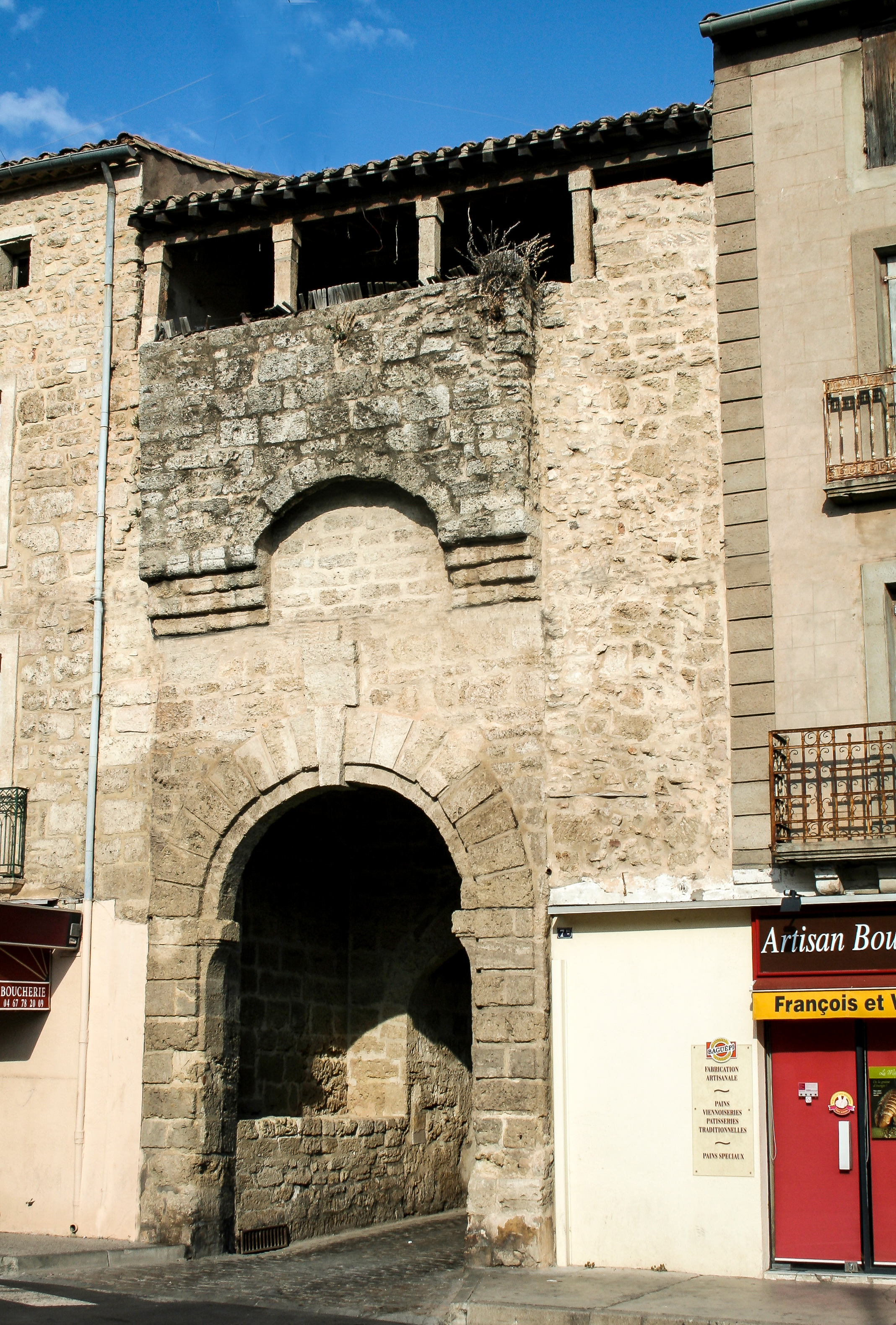
Porte Notre-Dame.

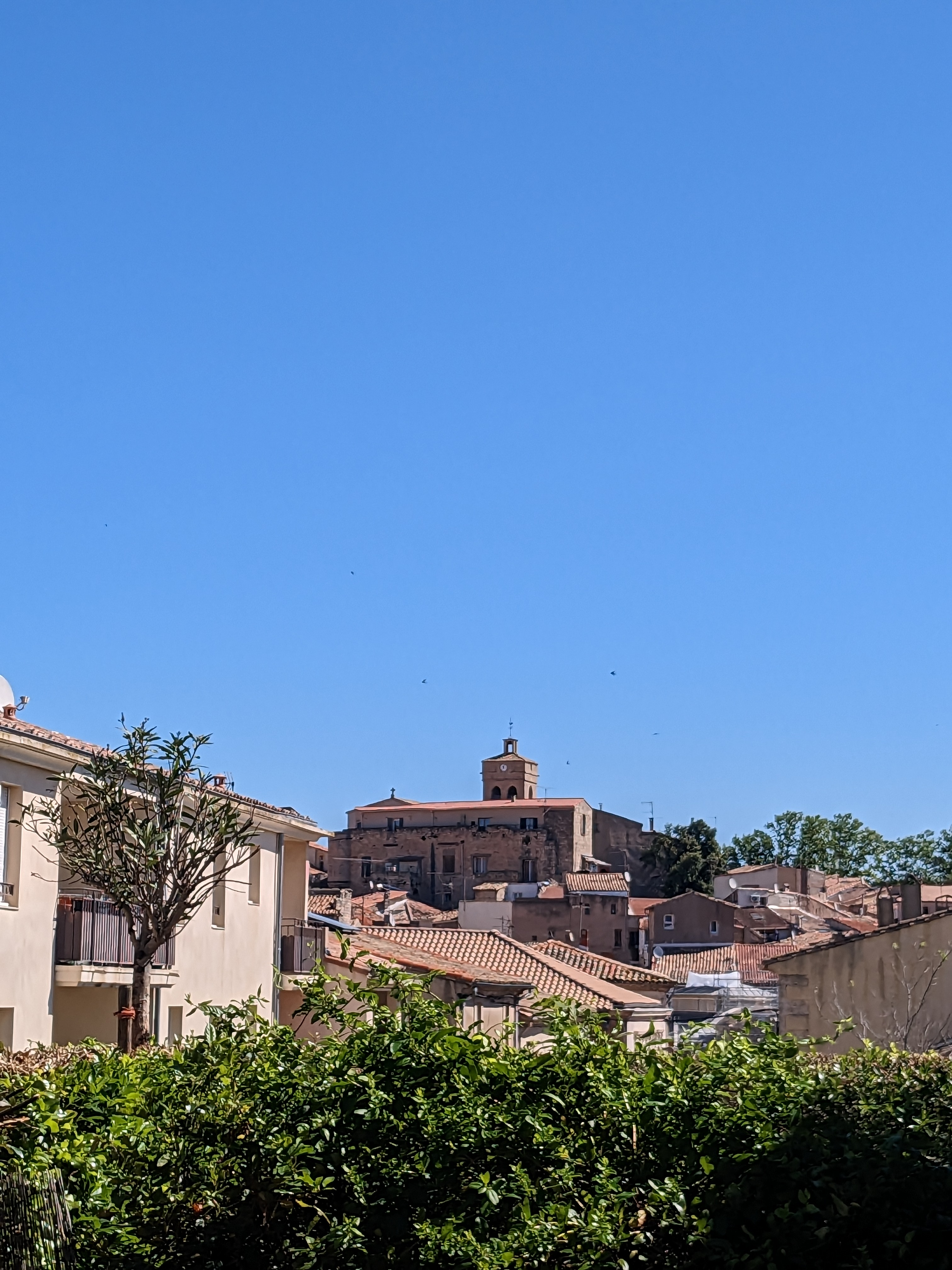
Vue sur le clocher de l'église de Poussan ainsi que le vieux village.

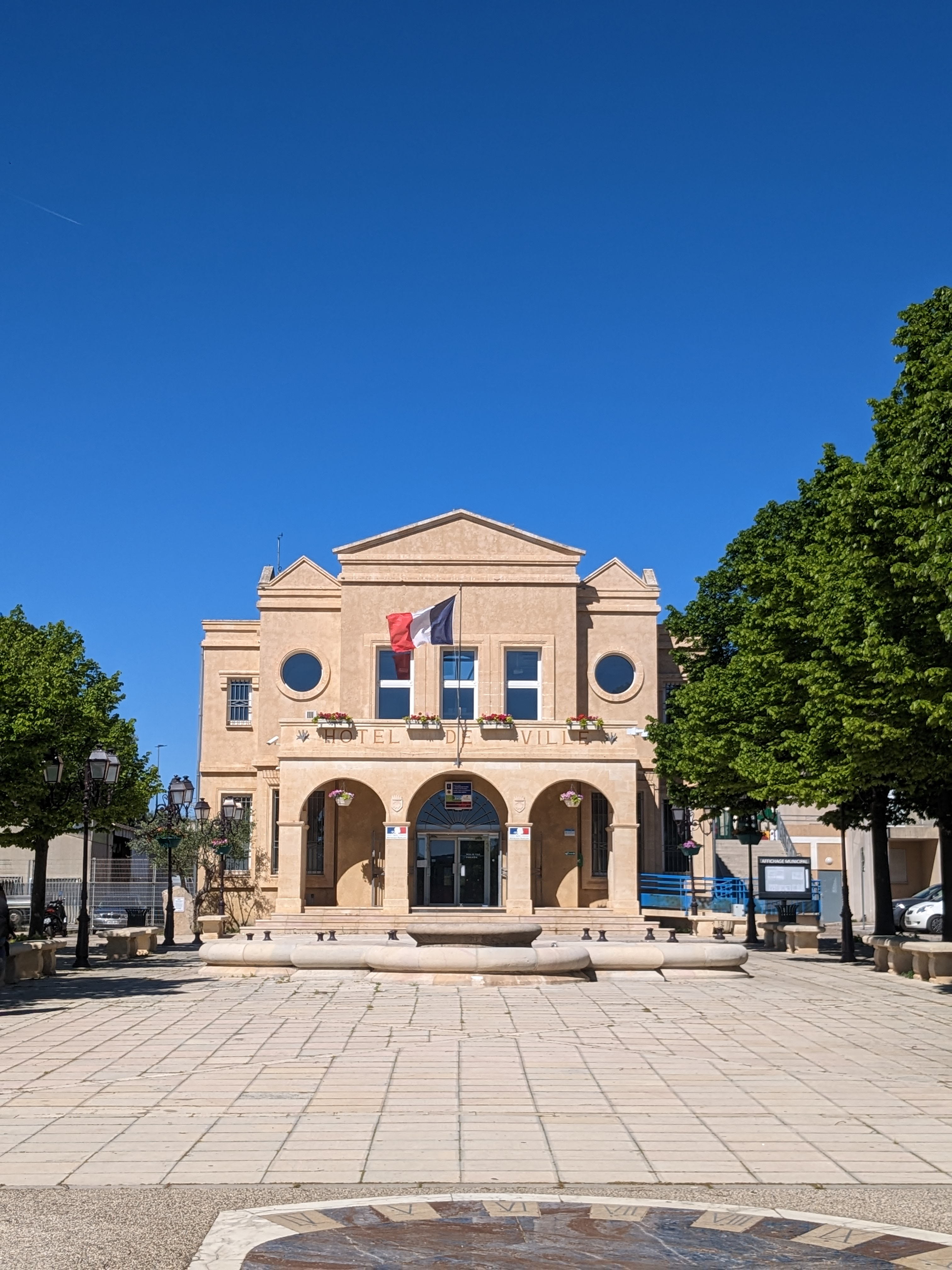
Mairie de Poussan.

- Chapelle des Pénitents blancs de Poussan
- Église Saint-Vincent de Jonquières
- L'église Saints-Pierre-et-Paul de Poussan : l'édifice a été reconstruit au milieu du XIXe siècle grâce à la volonté de l'abbé Gept qui sut, pendant 57 ans, de 1821 à 1878, faire de Poussan un véritable centre religieux. Cet édifice renferme de nombreux trésors qui, comme à l'image du tableau de la Pentecôte, peinte par Jacques Giral en 1722, ou encore le surprenant tableau de Saint Roch appuyé sur un casque dans la forêt de Plaisance, aussi du XVIIIe siècle, témoignent de l'importance de la religion catholique dans la vie locale ;
- Le château de Montlaur situé sur la place de l'église est un édifice à l'histoire très ancienne. Il devait constituer l'élément défensif majeur du village médiéval. Les plus anciennes mentions concernant une tour défensive remontent en l'an 990. Ainsi ce château qui est inscrit au titre des Monuments Historiques et devrait prochainement être classé, a plus de 1 000 ans d'existence. Des séries de peinture, l'une dans la cage d'escalier, représentant des putti chevauchant des aigles dans un décor d'architecture, l'autre dans la salle d'apparat au rez-de-chaussée représentant le passage de Charles IX à Poussan chez messire de Chaume, seigneur de Poussan, constituent un des éléments majeurs de la richesse patrimoniale de Poussan. Mais ses murs n'ont pas fini de livrer toutes les beautés de ce vénérable édifice. Il présente en plus la particularité d'avoir deux tourelles d'angle, dont une, rue Sadi-Carnot qui est un chef-d'œuvre de l'architecture de la Renaissance avec son culot très travaillé.
  - Fresque de la chapelle du château de Montlaur : Une fresque datant de la Renaissance a été découverte le 18 mars 2006 dans la chapelle du château de Montlaur[71]. C'est au cours du déblayage de cette chapelle que Fabrice Bertrand, membre de la société archéologique de Montpellier[72], et Arlette Petit, présidente de l'Association Saint-Vincent de Poussan, ont découvert cette peinture murale du XVIe siècle, représentant deux personnages dont un cavalier, et jusqu'alors recouverte d'enduit. Un dossier a été déposé pour classer cette œuvre d'intérêt national aux monuments historiques. La peinture aurait été réalisée en hommage à Charles IX, de passage à Poussan du 30 décembre 1564 au 1er janvier 1565[73]. Le roi de France se serait arrêté dans ce village de l'Hérault en 1564 pour y faire réparer une roue de son carrosse[74],[75].
- Le château de Malbois ou château de Lévis de Mirepoix qui s'étend sur un îlot d'immeubles, est partiellement inscrit au titre des Monuments Historiques pour sa façade qui est une des rares à présenter un décor aussi fouillé et surtout les vestiges d'une loggia en façade et pour sa salle Vinas, avec ses exceptionnels plafonds à caissons peints en polychromie et qui datent des années 1450. Une cheminée orne aussi cette salle. Il a été construit au moment de la partition de la seigneurie et devint le siège de la seigneurie du Bas ;
- Le château de la Garenne est construit par Jacques de Tournezy à la fin du XVIIe siècle, un des puissants magistrats de la Cour des Comptes de Montpellier, détenteur de la seigneurie haute de Poussan. Le projet du château est de servir de front architectural à un vaste jardin qu'il envisageait sur le devant et qui s'étendait jusqu'au rond-point et plus loin encore. Il est classé au titre des Monuments Historiques ;
- Le presbytère décrit dans le guide du patrimoine comme « le plus bel exemple de l'architecture domestique languedocienne du XIVe siècle » est devenu le presbytère de la paroisse en 1765 après que la municipalité en fit l'acquisition auprès des Bénédictins de la Chaise Dieu en Auvergne, détenteurs des églises de Poussan lui en consentit la vente. Cet édifice qui présente une façade en appareil à bossage et des fenêtres géminées présente en outre des voûtes en ogives. Des études ont démontré qu'il fut partiellement rebâti au XIXe siècle en reculant la façade de quelques mètres avec les matériaux d'origine.

### Personnalités liées à la commune
- François Valesque (1706-1791), notable local.